# Alkajos z Mityleny

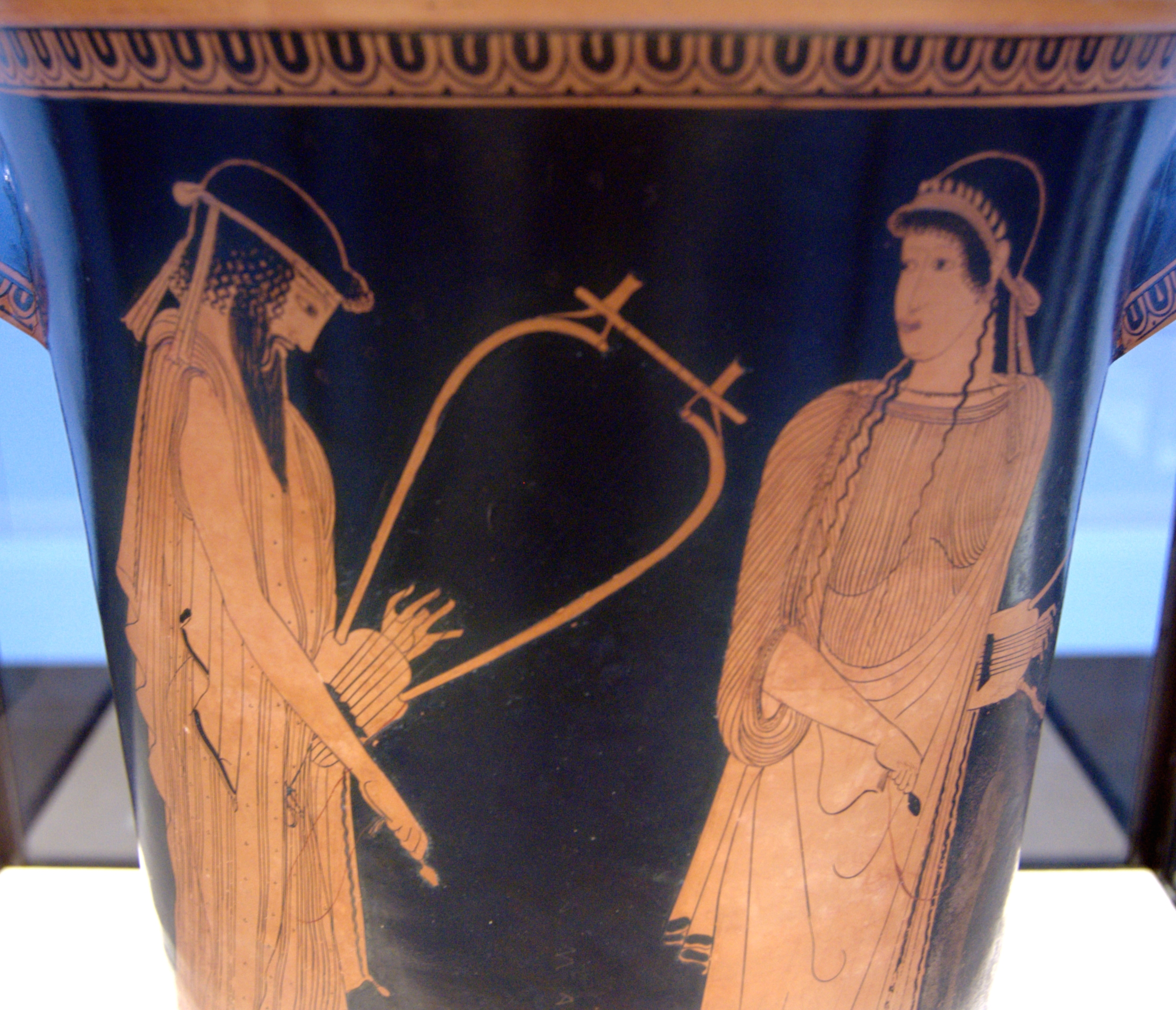
Alkajos i Safona. Strona A attyckiego kalathosu czerwonofigurowego, V w. p.n.e.

Alkajos z Mityleny (stgr. Ἀλκαῖος, zlat. Alceusz, ur. ok. 620 p.n.e. w Mitylenie, zm. ok. 550 p.n.e.) − poeta starożytnej Grecji, przedstawiciel meliki lesbijskiej.

## Życiorys
Alkajos pochodził z arystokratycznej rodziny, urodził się w miejscowości Mitylena na wyspie Lesbos. Gdy był jeszcze dzieckiem, jego brat Antymenidas dopomógł w obaleniu tyrańskiej władzy Melenchrosa. Alkajos brał udział w walkach z Atenami, uciekł jednak w trakcie bitwy o przylądek Sigejon, pozostawiając na miejscu tarczę. Gdy w mieście władzę przejął kolejny tyran Myrsylos, Alkajos został członkiem tajnego arystokratycznego stowarzyszenia hetájroj, usiłującego przywrócić stary porządek. Grupa ta została zdradzona przez Pittakosa, który sprzymierzył się z tyranem, by po jego śmierci przejąć władzę. Alkajos wraz z bratem został skazany na banicję; udał się do leżącej na Lesbos Pyrry. Poeta nieprzerwanie atakował Pittakosa, co prawdopodobnie doprowadziło do powtórnego wygnania. Tym razem Alkajos miał udać się do Egiptu, być może przebywał też w Tracji oraz Lidii, gdzie miał prowadzić negocjacje. Do ojczyzny powrócił w wyniku wydanej przez Pittakosa w 580 roku p.n.e. amnestii. Dalsze koleje życia poety są nieznane.

## Twórczość
Twórczość Alkajosa opracowana przez wydawców Biblioteki Aleksandryjskiej – Arystofanesa i Arystarcha – zawierała około dziesięciu ksiąg, do czasów współczesnych nie zachował się jednak ani jeden kompletny utwór. Z fragmentów pieśni, które dotrwały do chwili obecnej, większość ma treść polityczną, skierowana jest przeciwko Pittakosowi. Utwory te mają moralizatorski charakter, część z nich utrzymywana jest w napastliwym tonie. Pozostała liryka autora obejmowała hymny, pieśni biesiadne (sympotyczne), miłosne, i filozoficzne.
Alkajos stosował wersyfikację lesbijską, najczęściej posługiwał się strofą, która od jego imienia została nazwana strofą alcejską. Oprócz tego wykorzystywał też strofę saficką, joniki, kola eolskie, jambiczne i daktyliczne metra. Poeta pisał w dialekcie eolskim. 